# 伯纳迪诺巴蒂斯塔
伯纳迪诺巴蒂斯塔是巴西帕拉伊巴州的一个市镇。总面积50.628平方公里，总人口2818人，人口密度55.7人/平方公里。